# アレッシオ・アレグリーニ
アレッシオ・アレグリーニ（Alessio Allegrini, 1972年 - ）は、イタリアのホルン奏者。ラツィオ州リエーティ県ポッジョ・ミルテート出身。

## 来歴
- 7歳より楽器を始め、12歳のときヴィタリー・ブヤノフスキーの吹くモーツァルトのホルン協奏曲に感銘を受け、ホルンを習い始める。ローマのサンタ・チェチーリア国立アカデミアに学ぶ。
- 1993年、聖チェチーリア音楽院を首席で卒業する。 ヴェネツィアのフェニーチェ劇場管弦楽団及びサルデーニャのカリアリ歌劇場管弦楽団の首席ホルン奏者に就任。
- 1995年、リッカルド・ムーティの要請により、ミラノ・スカラ座及びミラノ・スカラ座フィルハーモニー管弦楽団の首席奏者に就任。
- 1997年、第49回 プラハの春国際音楽コンクール 優勝。
- 1999年、第48回 ミュンヘン国際音楽コンクール 最高位受賞。
- 2002年、サイモン・ラトル音楽監督のベルリン・フィルハーモニー管弦楽団で客員奏者を1年間務める。
- 現在、聖チェチーリア音楽院管弦楽団首席奏者として活動する一方、クラウディオ・アバドに招待され、ルツェルン祝祭管弦楽団、モーツァルト管弦楽団、ヨーロッパ室内管弦楽団の各首席奏者としても活躍している。

## 使用楽器
- ホルンはパックスマン の20M
- マウスピースはシルキーの31番

## 主なCD作品
- 『LA GRANDE FANFARE』 “I Solisti della Scala Milano”（Tudor）